# Фридрих Вильгельм Кёниг
Фридрих Вильгельм Кёниг — австрийский историк-востоковед и участник первой мировой войны.

## Жизнь
Будучи сыном железнодорожного служащего, Фридрих Кёниг добровольно пошел на первую мировую войну после сдачи экзамена в 1915 году. В боях на фронте был тяжело ранен, потерял левую ногу и глаз. В 1917 году вышел в отставку в звании лейтенанта. Уже в зимний семестр 1916/1917 он учился в Венском университете. Он изучал эламскую культуру. Получил докторскую степень в 1921 году и работал в Комиссии по компенсации инвалидности с 1920 года, т.е. еще до окончания учебы. С 1923 года он был заместителем государственного библиотекаря в Национальной библиотеке, где публиковал различные научные работы об Эламе. Он также получил абилитацию в Венском университете. В декабре 1937 года факультет подал заявку на присвоение звания профессора, которое не было выполнено из-за захвата власти нацистами. Позже Кёнигу пришлось покинуть библиотеку и университет, потому что его считали «евреем-полукровкой». Благодаря заступничеству декана и награждению серебряной медалью за храбрость первой степени он был отправлен на пенсию.
Сразу после окончания второй мировой войны Кёниг вернулся в национальную библиотеку. В 1948 году он стал почетным профессором Венского университета, где уже преподавал с 1945 года. В 1951 году вышел в отставку по состоянию здоровья в связи с ранением, полученным на войне.

## Публикации
- Der Burgbau zu Susa nach dem Bauberichte des Könige Dareios I. (= Mitteilungen der vorderasiatisch-aegyptische Gesellschaft. Band 35, Heft 1). J. C. Hinrichs, Leipzig 1930.
- Älteste Geschichte der Meder und Perser (= Der Alte Orient. Band 33, Heft 3/4). J. C. Hinrichs, Leipzig 1934 (Digitalisat).
- Handbuch der chaldischen Inschriften (= Archiv für Orientforschung. Beiheft 8, Teil 1 und 2). Archiv für Orientforschung, Graz 1955.
- Die elamischen Königsinschriften (= Archiv für Orientforschung. Beiheft 16). Archiv für Orientforschung, Graz 1965.
- Die Persika des Ktesias von Knidos (= Archiv für Orientforschung. Beiheft 18). Archiv für Orientforschung, Graz 1972.